# Clifton Springs
Clifton Springs is een plaats in de Australische deelstaat Victoria en telt 7063 inwoners (2006).